# Pietro Germi
Pietro Germi (ur. 14 września 1914 w Genui, zm. 5 grudnia 1974 w Rzymie) – włoski reżyser, scenarzysta i aktor filmowy. Ważna postać kina włoskiego neorealizmu oraz filmów typu commedia all'italiana.

## Życiorys
Pochodził z ubogiej rodziny. W młodości pracował jako posłaniec, następnie przez krótki okres kształcił się w szkole morskiej, wkrótce jednak postanowił poświęcić się aktorstwu. Studiował aktorstwo i reżyserię w rzymskiej szkole filmowej Centro sperimentale di cinematografia. W czasie studiów utrzymywał się jako statysta, asystent reżysera (m.in. przy dwu filmach Alessandra Blasettiego), czasami również jako scenarzysta.
Debiutował jako reżyser filmem Świadek (1946). Wczesne prace Germiego (m.in. Pod niebem Sycylii) włączają go w nurt włoskiego neorealizmu. Z czasem zaczął stopniowo odchodzić od dramatów podejmujących kwestie społeczne do satyrycznych komedii. Nadal jednak głównym obiektem zainteresowania reżysera było sycylijskie społeczeństwo.
W latach 60. międzynarodowe uznanie przyniosły mu komedie: Rozwód po włosku (1961), Uwiedziona i porzucona (1964) oraz Panie i panowie (1966). Za Rozwód po włosku otrzymał Oscara za najlepszy scenariusz oryginalny (był również nominowany za reżyserię), a film Panie i panowie zdobył Złotą Palmę na 19. MFF w Cannes.
Ostatni film Germiego, Moi przyjaciele (1975), został dokończony po jego śmierci przez Maria Monicellego. Germi zmarł w Rzymie na zapalenie wątroby w wieku 60 lat.

## Filmografia

### Reżyser i scenarzysta
- 1946: Świadek (Il testimone)
- 1948: Stracona młodość (Gioventu perduta)
- 1949: Pod niebem Sycylii (In nome della legge)
- 1950: Droga nadziei (Il cammino della speranza)
- 1951: Miasto się broni (La città si difende)
- 1952: La presidentessa
- 1952: Il brigante di Tacca del Lupo
- 1953: Zazdrość (Gelosia)
- 1954: Miłość w środku stulecia (Amori di mezzo secolo, epizod)
- 1956: Czerwony sygnał (Il ferroviere)
- 1958: Człowiek ze słomy (L'uomo di paglia)
- 1959: W ślepej uliczce (Un maledetto imbroglio)
- 1961: Rozwód po włosku (Divorzio all'italiana)
- 1964: Uwiedziona i porzucona (Sedotta e abbandonata)
- 1966: Panie i panowie (Signore & signori)
- 1967: Mężczyzna kochający (L'immorale)
- 1968: Serafino
- 1970: Kasztany miłości (Le castagne sono buone)
- 1972: Alfredo, Alfredo

### Scenarzysta
- 1941: L'amore canta
- 1943: Il figlio del corsaro rosso
- 1945: Dziesięcioro przykazań (I dieci comandamenti)
- 1975: Moi przyjaciele (Amici miei)

### Aktor
- 1946: Montecassino
- 1948: Fuga in Francia jako Tembien
- 1956: Czerwony sygnał (Il ferroviere) jako Andrea Marcocci
- 1957: Człowiek ze słomy (L'uomo di paglia) jako Andrea
- 1959: W ślepej uliczce (Un maledetto imbroglio) jako inspektor Ciccio Ingravallo
- 1960: Szminka do ust (Il rossetto) jako komisarz Fioresi
- 1960: Jowanka i inne (5 Branded Women) jako dowódca partyzancki
- 1960: Zabójca (Il sicario)
- 1961: Syn marnotrawny (La viaccia) jako Stefano
- 1965: I przyszedł człowiek (E venne un uomo) jako ojciec Di Angelo
- 1971: V.I.P.-Schaukel jako on sam (gościnnie)